# Barbara Wiernik
Barbara Wiernik (3 mei 1974) is een Belgische jazzzangeres, liedjesschrijfster en componiste.

## Biografie
Wiernik studeerde jazz in Antwerpen en aan het Koninklijk Conservatorium Brussel bij Norma Winstone, David Linx alsook Diederik Wissels, Kenny Wheeler en Kris Defoort. Verder had ze (Zuidindiase) zangles bij R. A. Ramamani.
Met toetsenist Jozef Dumoulin nam ze in 2000 een album op. Ze werkte mee aan projecten van Alexandre Furnelle, Manu Hermia, Giacomo Lariccia en Marie-Sophie Talbot en begon met Jacques Pirotton en Pirly Zurstrassen een trio, PiWiZ. Met haar album Soul of Butterflies kreeg ze voor het eerst meer aandacht in de Belgische jazzscene. Met het trio WRAP! (met contrabassist Jean-Louis Rassinfosse en gitarist Alain Pierre) bracht ze in 2014 de plaat Endless uit, op het label Igloo Records.
Ze werkte in het trio Winter Sweet (met trompettist Jean-Paul Estiévenart en pianist Bram De Looze) en in een duo met zangeres Kristina Fuchs. In het projekt Les 100 ciels de Barbara Wiernik werkt ze samen met dertien musici uit verschillende genres. Ze heeft een duo met de Italiaanse pianist Nicola Andrioli. Verder werkte ze samen met Marco Locurcio, Pierre Van Dormael, Nathalie Loriers, Michel Hatzigeorgiou, Bart Defoort en Jeroen Van Herzeele.

## Discografie (selectie)
- Barbara Wiernik & Jozef Dumoulin: Eclipse, Mogno 2001 (met Hugo Read en Ramesh Shotham)
- Zustrassen Wiernik Pirroton: PiWiZ trio Home Records, 2009
- Soul of Butterflies, AZ 2009
- Barbara Wiernik & Nicola Andrioli: Complicity, Spinach Pie Records